# قفسی برای پرواز
قفسی برای پرواز یک مجموعه تلویزیونی محصول سال ۱۳۸۹ به کارگردانی یوسف سیدمهدوی، نویسندگی احمد کاوری و روح‌الله صدیقی و تهیه‌کنندگی اردشیر ایران‌نژاد می‌باشد که از شبکه یک پخش شد. این مجموعه تلویزیونی در ۳۲ قسمت ۴۵ دقیقه‌ای تهیه شد که موضوع و داستان آن دربارهٔ آغاز جنگ و سیر تحول آن درطی هشت سال دفاع مقدس می‌باشد.

## بازیگران
- امین زندگانی
- نفیسه روشن
- ثریا قاسمی
- ساعد سهیلی
- امیرحسین صفری
- مهوش افشارپناه
- آناهیتا همتی
- حسن علیرضایی
- اردلان شجاع‌کاوه
- حبیب دهقان‌نسب
- بابک انصاری
- هومن کیایی
- رحیم نوروزی
- مصطفی طاری
- مجید مشیری
- بهرنگ علوی
- علی بوریان
- هوشنگ توکلی
- علی‌رام نورایی
- رزاق رادان
- حسن تسعیری
- میرطاهر مظلومی
- علی خطیب
- جواد پورزند
- مصطفی ساسانی
- مسعود حجازی مهر

بازیگران خردسال
- هلیا اکبری
- مانی رحمانی
- امید مافی